# Kálium-bromát
A kálium-bromát egy szervetlen vegyület, a brómsav káliumsója. Képlete KBrO3. Fehér színű, kristályos por. Vízben oldható.

## Kémiai tulajdonságai
A kálium-bromát erős oxidálószer. Savas kémhatású közegben a következő reakcióegyenlet szerint oxidál (ε0 = + 1,42 volt):
{\displaystyle \mathrm {BrO_{3}^{-}+6\ H^{+}+6e^{-}\rightarrow Br^{-}+3\ H_{2}O} }
A bromid- illetve a jodidionokat brómmá, illetve jóddá oxidálja. A reakcióegyenlet a következő: 
{\displaystyle \mathrm {KBrO_{3}+5\ KBr+6\ HCl\rightarrow 3\ Br_{2}+6\ KCl+3\ H_{2}O} }
Ha éghető anyagokkal, mint például kénnel, szénnel, cukorporral keverik össze, ütés, dörzsölés, vagy hevítés hatására felrobbanhat.

## Előállítása
Kálium-bromát akkor keletkezik, ha forró, tömény kálium-hidroxid oldathoz brómot adnak. Ekkor a kálium-bromát mellett kálium-bromid is keletkezik.
{\displaystyle \mathrm {6\ KOH+3\ Br_{2}\rightarrow 5\ KBr+KBrO_{3}+3\ H_{2}O} }
A kálium-bromát a kálium-bromidtól kristályosítással választható el, ugyanis utóbbi vízben jobban oldódik.

## Felhasználása
A kálium-bromátot oxidációs titrálásokban használják fel a térfogatos analízisben. A liszthez is adagolják, mint adalékanyag (E924), de használatát sok helyen betiltották.